# Nikolas Špalek
Nikolas Špalek est un footballeur slovaque né le 12 février 1997 à Šaľa. Il évolue au poste d'ailier droit.

## Biographie

### En club
Il joue plusieurs matchs en Ligue des champions et en Ligue Europa.
Il inscrit neuf buts en première division slovaque lors de la saison 2016-2017 avec le MŠK Žilina.

### En équipe nationale
Avec les moins de 17 ans, il participe au championnat d'Europe des moins de 17 ans en 2013. Lors de cette compétition, il joue quatre matchs. La Slovaquie est battue en demi-finale par l'Italie.
Il dispute ensuite quelques mois plus tard la Coupe du monde des moins de 17 ans. Il joue quatre matchs lors de ce mondial. Il délivre une passe décisives contre le Honduras, puis deux passes décisives contre l'Uruguay. La Slovaquie atteint les huitièmes de finale du mondial.

## Palmarès
| MŠK Žilina - Championnat de Slovaquie (1) : - Champion : 2016-17. |  | Brescia Calcio - Championnat d'Italie de D2 (1) : - Champion : 2018-19. |